# Xã Lincoln, Quận Newton, Indiana
Xã Lincoln (tiếng Anh: Lincoln Township) là một xã thuộc quận Newton, tiểu bang Indiana, Hoa Kỳ. Năm 2010, dân số của xã này là 4.480 người.